# Terra inumana
Terra inumana (This Mad World) è un film del 1930 diretto da William C. de Mille.
Il lavoro teatrale  Terre inhumaine di François de Curel (Parigi,13 dicembre 1922) da cui è tratta la sceneggiatura del film, era già stato portato sullo schermo nel 1928 dal film turco Ankara postasi di Muhsin Ertugrul.

## Trama
Paul, spia francese, attraversa le linee nemiche in Alsazia-Lorena per compiere una missione ma anche per avere la possibilità di rivedere la madre. Viene però riconosciuto da Victoria, sposata al generale tedesco che ha preso possesso della casa di sua madre. La donna, benché Paul sia responsabile della morte di suo nipote, dapprima non lo tradisce. Più tardi, presa da rimorso, lo denuncia, facendolo arrestare, ma poi, pentita per aver tradito l'amante, si suicida. La madre di Paul, decisa a portare lei a termine la missione del figlio, finge di non conoscere Paul che viene fucilato dai tedeschi.

## Produzione
Il film fu prodotto dalla Metro-Goldwyn-Mayer (MGM)

## Distribuzione
Il copyright del film, richiesto dalla Metro-Goldwyn-Mayer Distributing Corp., fu registrato il 21 aprile 1930 con il numero LP1235.
Distribuito dalla Metro-Goldwyn-Mayer (MGM), il film uscì nelle sale cinematografiche statunitensi il 12 aprile 1930.